# Erir Ribeiro Costa Filho
Erir Ribeiro da Costa Filho foi o comandante da Polícia Militar do Estado do Rio de Janeiro.
O Coronel Erir Ribeiro da Costa Filho tem 54 anos, 31 de serviços prestados à Polícia Militar. É natural do Rio de Janeiro.
O Coronel foi comandante interino do Batalhão de Choque, diretor de apoio logístico do quartel-general, comandante do 2º Comando de Policiamento de Área e do [[4º Batalhão de Polícia Militar (PMERJ)| Adido da Seseg, coordenando o Serviço de Emergência 190, foi secretário de administração penitenciária durante a gestão do governador Pezão.
Na PM realizou cursos de informações, Superior de Polícia Militar, entre outros.
Foi condecorado com as medalhas Distintivo Lealdade e Constancia (2000), Ordem do Mérito D. João VI (2006), Medalha Tiradentes (2003), Medalhas de 10 e 20 anos de efetivo (2006), Medalha Ordem do Mérito PM Grau Comendador (2008), entre outras.